# Masallı
Masallı – miasto w południowym Azerbejdżanie, stolica rejonu Masallı. Populacja wynosi ok. 26,9 tys. osób (2022).